# Volo Bellview Airlines 210
Il volo Bellview Airlines 210 era un volo passeggeri di linea nazionale dall'aeroporto Internazionale Murtala Muhammed, Lagos, all'aeroporto Internazionale Nnamdi Azikiwe, Abuja, in Nigeria. Il 22 ottobre 2005, un Boeing 737-200 operante sulla rotta si schiantò vicino al villaggio Lisa, nello stato di Ogun, provocando la morte di tutte le 117 persone a bordo. La causa dell'incidente non è mai stata determinata.

## L'aereo
Il velivolo coinvolto era un Boeing 737-2L9, marche 5N-BFN, numero di serie 22734, numero di linea 818. Volò per la prima volta il 13 novembre 1981 e venne consegnato a Maersk Air il 25 novembre. Operò poi per Midway Airlines, Dragonair, Aero Costa Rica, Islena de Aviacion, Halisa Airlines e Frontier Airlines. Venne ceduto a Bellview Airlines il 20 marzo 2003. Era spinto da 2 motori turboventola Pratt & Whitney JT8D-17. Al momento dell'incidente, l'aereo aveva 24 anni e aveva accumulato 55 772 ore di volo in 36 266 cicli di decollo-atterraggio.

## Passeggeri ed equipaggio
L'aereo trasportava 6 membri dell'equipaggio e 111 passeggeri, la maggior parte dei quali nigeriani. C'erano anche almeno 10 ghanesi, due britannici, un tedesco, un sudafricano, un maliano e un americano.
Nella cabina di pilotaggio vi erano:
- Il comandante, Imasuen Lambert di Okada, Albarka, entrò a far parte di Bellview Airlines nell'ottobre 2004. Aveva accumulato un totale di 13.429 ore di esperienza di volo, di cui 1.053 su Boeing 737. Lambert aveva lavorato per Imani Aviation, Okada Air, Gas Air e Kabo Airlines. Non volò attivamente per 12 anni, tra il 1992 e il 2004. Gli altri piloti della compagnia che avevano volato con lui indicavano le sue prestazioni come "soddisfacenti".[8]
- Il primo ufficiale Eshun Ernest, un cittadino del Ghana, di cui anche la moglie Sarah era a bordo.[9][10][11] Era meno esperto del comandante Lambert, con un totale di ore di volo di 762 ore di volo, delle quali 451 su 737.[8]
- L'ingegnere di volo Sanni Steve di Imane, Olamaboro, Governo locale dello stato di Kogi.[8]

Tra i passeggeri vi era Cheick Oumar Diarra, un generale del Mali e vice segretario esecutivo della ECOWAS (Comunità economica degli Stati dell'Africa occidentale).

## L'incidente
Il volo 210 venne autorizzato alla partenza dall'aeroporto Murtala Muhammed alle 19:28:50 UTC, operando secondo le regole del volo strumentale (IFR). Dopo il decollo, quando l'aereo iniziò una virata verso destra, alle 19:31:52, il controllore della torre disse all'equipaggio di contattare il controllore di avvicinamento. Alle 19:32:22, il volo effettuò il suo primo contatto con il controllo di avvicinamento, affermando "Avvicinamento, Bellview 210 è con te in una svolta a destra ed esce da 1600 (piedi)". Il controllore rispose: "Segnala di nuovo passando uno tre zero". Alle 19:32:35, l'equipaggio confermò di aver ricevuto la comunicazione; fu l'ultima trasmissione proveniente dall'aereo. Alle 19:43:46, il controllore provò a contattare il volo, ma non ricevette risposta. L'aereo si era schiantato in un'area di terreno pianeggiante situata a 14 chilometri a nord dell'aeroporto.
Venne quindi lanciato un allarme dalla National Emergency Management Agency per avviare un'operazione di ricerca e soccorso. I funzionari dichiararono inizialmente che l'aereo era stato ritrovato da una squadra di ricerca di elicotteri della polizia, vicino alla città rurale di Kishi, nello stato di Oyo, a 400 chilometri da Lagos, e che c'erano almeno 50 sopravvissuti. Queste affermazioni vennero ritrattate dopo che una troupe televisiva dichiarò di aver trovato l'aereo vicino al villaggio Lisa nello stato di Ogun, a circa 50 chilometri da Lagos.
Il cratere generatosi dall'impatto copriva un'area di 57 piedi per 54 piedi per 30 piedi di profondità. Funzionari della Croce Rossa nigeriana confermarono che sulla scena non venne trovato alcun sopravvissuto. Tutti i 117 a bordo erano morti e l'aereo era stato distrutto.

## Le indagini
L'indagine dell'AIB venne ostacolata dalla mancanza di prove nel registratore dei dati di volo e il rapporto ufficiale non fu rilasciato fino al febbraio 2013. Dopo l'incidente, i ricercatori non riuscirono a trovare né il registratore vocale di cabina (CVR) né il registratore dei dati di volo (FDR). L'aeromobile impattò contro il terreno a un angolo quasi verticale ad alta velocità, causando danni gravi alla maggior parte dei suoi componenti. Circa il 60% delle parti del 737 venne recuperato. Il fumo proveniente dal cratere continuò per diversi giorni e gli investigatori dichiararono che non c'erano sopravvissuti. Secondo quanto riferito, gli investigatori descrissero i resti umani come "niente di più grande delle dita dei piedi e delle mani".
I registri ottenuti dall'Associated Press (AP) mostrarono che il comandante Imasuen era tornato a lavorare come pilota nonostante fosse stato colpito alla testa anni prima in un tentativo di rapina durante una lunga pausa dal volo. Era stato assunto da Bellview Airlines dopo aver lavorato in un caseificio per circa 14 anni. Un rapporto, non verificato, riportava che era stato sospeso per 2 settimane dalla compagnia aerea per essersi rifiutato di far volare un aereo che non era sicuro. L'indagine rivelò inoltre che il manuale dei piloti, fornito dalla compagnia, includeva pagine bianche anziché informazioni chiave sulla sicurezza. L'incidente portò gli Stati Uniti a criticare l'autorità federale degli aeroporti della Nigeria (FAAN) in quanto non avevano applicato le norme di sicurezza e di controllo. Vennero inoltre segnalati casi non verificati di presunti saccheggi nel luogo dell'incidente.

### Le condizioni meteorologiche
L'AIB dichiarò che al momento dell'incidente si era formato un grande sistema convettivo vicino all'aeromobile. Le immagini satellitari a infrarossi ricevute dall'agenzia meteorologica nigeriana (NIMET), oltre al METAR, rivelarono la presenza di grandi nuvole, in particolare nella parte sud-occidentale, sopra Lagos e sopra la parte costiera del sud della Nigeria. Le cellule temporalesche sembravano rimanere ferme o muoversi lentamente mentre si intensificavano e si fondevano per diventare una grande cellula sopra la parte sud-occidentale del paese; allo stesso tempo, il cumulonembo sulla costa meridionale si indebolì e alla fine si dissipò. Un rapporto sulle immagini satellitari prodotto dalla Boeing Aircraft Company indicava una forte attività convettiva vicino al luogo dell'incidente. Anche la formazione di ghiaccio potrebbe essere stata un fattore, ma solo al di sopra del livello di volo 150. Una fonte non verificata disse che l'aereo potrebbe essere stato colpito da un fulmine.

### Terrorismo
Il sospetto di un'esplosione in volo sorse quando l'area della stiva venne recuperata dal relitto. Parti di fusoliera bruciate vennero trovate a circa 100 piedi di distanza dal cratere creato dall'impatto dell'aereo con il terreno. Un pezzo bruciato conteneva una parte del numero di registrazione, mentre un'altra conteneva la rimanente parte del numero di registrazione. I due pezzi combaciavano e si sospettava che provenissero dal lato sinistro della fusoliera.
Il governo nigeriano invitò quindi il Nigerian State Security Services e il Federal Bureau of Investigation (FBI) americano per determinare la causa dell'incidente e per confermare se si fosse verificata un'esplosione durante il volo. L'FBI prelevò un pezzo della parte bruciata, i tamponi effettuati sulla superficie interna ed esterna del pezzo bruciato e una parte elettronica trovata all'interno della sezione piegata del pezzo di interesse; portarono il tutto nelle loro strutture per l'analisi di laboratorio e per controllare la presenza di residui esplosivi. I risultati dei test furono negativi (nessuna esplosione era avvenuta).
Le autorità respinsero prontamente le affermazioni di alcuni gruppi terroristici che dicevano di essere responsabili dell'abbattimento dell'aeromobile.

### Conclusioni
L'AIB non fu in grado di identificare la causa dell'incidente, ma prese in considerazione diversi fattori:
- L'addestramento del pilota in comando (PIC) era inadeguato e le sue ore di volo cumulative nei giorni precedenti l'incidente indicavano un carico di lavoro eccessivo che potrebbe aver causato affaticamento. L'indagine non fu in grado di determinare le condizioni di salute del comandante al momento dell'incidente.[8]
- L'aeromobile presentava una serie di difetti tecnici e non avrebbe dovuto essere pilotato né per il volo dell'incidente né per i voli precedenti. La compagnia aerea non riuscì a mantenere un regime operativo e di manutenzione rispettoso dei regolamenti e la supervisione dell'autorità per l'aviazione civile era inadeguata.[1]

Non essendo stata in grado di ricostruire il volo, l'indagine non giunse a una conclusione sulle prestazioni dell'aeromobile o dell'equipaggio o sull'effetto delle condizioni meteo sul volo. L'AIB non riuscì a giungere a una conclusione sulle cause ma formulò quattro raccomandazioni sulla sicurezza nel rapporto:
- L'autorità nigeriana per l'aviazione civile avrebbe dovuto migliorare la supervisione riguardo alla manutenzione e alle operazioni delle compagnie aeree.
- L'agenzia nigeriana di gestione dello spazio aereo avrebbe dovuto aumentare la copertura radar per migliorare i servizi del traffico aereo e fornire assistenza nelle operazioni di ricerca e soccorso.
- Bellview avrebbe dovuto migliorare le sue procedure di manutenzione.
- Bellview avrebbe dovuto rivedere il proprio regime di sicurezza e controllo di qualità.